# Paradoxa confirmata
Paradoxa confirmata é uma espécie de gastrópode  da família Buccinidae. É endémica de São Tomé e Príncipe.